# West Jefferson (Alabama)
West Jefferson – miasto w Stanach Zjednoczonych, w stanie Alabama, w hrabstwie Jefferson. W roku 2023 miasto zamieszkiwało 466 osób, a gęstość zaludnienia wynosiła 245,3 osoby/km².